# Zärtliche Chaoten
Zärtliche Chaoten ist ein deutscher Spielfilm aus dem Jahr 1987. Thomas Gottschalk schrieb das Drehbuch und spielt eine der Hauptrollen neben Michael Winslow, Helmut Fischer und Dey Young. Im Jahr 1988 folgte die Fortsetzung Zärtliche Chaoten II.

## Handlung
Zu Beginn des Filmes sind die drei männlichen Hauptdarsteller bei der Produktion eines neuen Winnetou-Films beteiligt: Richy agiert als Komparse, Walker ist für die pyrotechnischen Effekte zuständig und Schmidgruber hilft bei der Bewirtung der Crew. Durch ihre Ungeschicklichkeit werden alle drei entlassen und finden sich gemeinsam ohne Job auf der Straße wieder. Dort treffen sie auf Rosi, die eine Autopanne hat. Für ihre Hilfe werden die drei von Rosi zu sich nach Hause eingeladen. Dort entwickelt sich eine feuchtfröhliche Party, die damit endet, dass alle vier im Schlafzimmer aufwachen und niemand sich erinnern kann, was genau geschehen ist.
Kurz darauf stellt Rosi fest, dass sie schwanger ist und nur einer der drei der Vater sein kann. Da jeder der Männer glaubt, dass er der Erzeuger ist, bemühen sie sich alle nach Kräften, die werdende Mutter zu unterstützen. Dazu gehört auch, dass sie sich neue Jobs suchen, um Geld zu verdienen. Dabei stellen sie sich derart ungeschickt an, dass eine Katastrophe der anderen folgt. Als Rosi dann Mutter wird, geschieht die letzte Überraschung des Films: Sie bringt Drillinge zur Welt, und eines der Kinder ist schwarz. Damit wird klar, dass alle drei „Chaoten“ Vater wurden.

## Produktionsnotizen
Zärtliche Chaoten entstand auf den Spuren des französischen Erfolgsfilmes Drei Männer und ein Baby. Das Motorbootrennen wurde in und am Wörthersee gedreht. Die deutsche Erstaufführung erfolgte am 20. August 1987. Michael Winslow wurde von Randolf Kronberg synchronisiert. Der Film lockte über zwei Millionen Zuschauer in die Kinos.

## Kritiken
„Wem die Filme mit Thomas Gottschalk und Mike Krüger schon nicht zusagen, dem wird auch ‚Zärtliche Chaoten‘ nicht unbedingt gefallen. Diese Art von Filmen können nun einmal nicht mit schauspielerischen Höchstleistungen aufwarten. Das Ziel ist es die Zuschauer zu unterhalten und zu amüsieren und dies gelingt dem Trio um Helmut Fischer, Michael Winslow und Thomas Gottschalk ganz gut.“

„Erfrischende Komödie mit Thomas Gottschalk und Helmut Fischer.“

„Schlampig inszenierte, mit talentlosen Darstellern besetzte ‚Sommerkomödie‘, langweilig und voller abgedroschener Späße.“

## Gastauftritte und Nebenrollen
In Zärtliche Chaoten wirken eine Reihe bekannter Schauspieler in kleinen Nebenrollen mit, darunter Ernst H. Hilbich und Ottfried Fischer. Außerdem spielen Pierre Brice, Jean-Marie Pfaff und Hans-Georg Panczak sich selbst.